# Växjö Maria distrikt
Växjö Maria distrikt är ett distrikt i Växjö kommun och Kronobergs län.
Distriktet ligger i norra delen av Växjö och är befolkningsmässigt länets största distrikt.

## Tidigare administrativ tillhörighet
Distriktet inrättades 2016 och utgörs av en del av det område som fram till 1971 utgjorde Växjö stad i en del av det område som före 1940 utgjorde Växjö socken.
Området motsvarar den omfattning Växjö Maria församling fick 1995 efter utbrytning ur Skogslyckans församling.